# エフィム・ズヴャギリスキー
エフィム・レオニードヴィチ・ズヴャギリスキー（ウクライナ語: Юхи́м Леоні́дович Звягі́льський、Yukhym Leonidovych Zvyahilsky、1933年2月20日 - 2021年11月6日）は、ウクライナの政治家、実業家。ユダヤ民族籍。地域党の設立者の一人である。日本語ではズヴァヒルスキーとも表記される。
ウクライナ東部のドネツク（ドネツィク）地区に炭鉱を保有するなど、同地区において最も影響力のある人物の一人と言われた。2014年のドネツク人民共和国による一方的な独立宣言には反対し、独立主義者と対立した。

## 来歴
1933年、ドネツク生まれ。ドネツクの炭坑でキャリアを重ね、1979年に旧ソ連最大のザシャチコ炭鉱の所長となり、そこでウクライナ共産党ドネツク地域委員会の一等書記を務めたウラジミール・デグチャレフと親しくなり指導的立場になっていったとされる。1990年に最高議会議員に当選し、以後は8期連続で当選した。1992年にはドネツク市長に就任する。
1993年6月、炭坑ストライキの後押しでウクライナの第一副首相に就任。3カ月後の9月22日にレオニード・クチマ首相が辞任したため首相代行に就任し、1994年6月16日にヴィターリー・マソルが正式な首相に就任するまで務めた。この任期期間中に公的資金を横領した疑いがあり、クチマが7月19日に大統領に就任すると1997年までイスラエルに逃れ、その間に職権乱用と2,000万ドルを横領した罪で告発されたが、捜査の結果、有罪とはならなかったためキエフに戻り議員活動を続けた。この際にもイスラエルより3億ドルの現金を密輸した疑いがあるが、結局は捜査されておらず、この事件にはイスラエルの諜報機関ユダヤ人連絡庁も関わっていたとされている。10月26日には地域党が結党され、ズヴャギリスキーも設立者の一人として関わった。その後は高い職位に就くことはなく議員活動を続けた。
2013年のユーロマイダンを経て行われた2014年最高議会選挙に出馬して8選し、これが最後の立候補となった。ほどなくしてドネツク人民共和国(DNR)がウクライナより一方的に独立宣言し、ズヴャギリスキーの所有するザシャチコ炭鉱も『国有化』が宣言された。ズヴャギリスキーはDNRを支持せず、逆にDNRの後ろ盾であるロシアへの西側諸国による制裁措置を支持した。
ズヴャギリスキーは銀行や農産業企業を設立したり、またガス会社の株主でもあったため、2015年には雑誌フォーカスの選ぶウクライナの裕福ランキングでは200人中で80位にランクインし、その資産は1億7,300万ドル近くとされた。
ウォロディミル・ゼレンスキー政権下での2019年最高議会選挙には出馬せず、29年間に及ぶ議員生活を終えた。
2021年に新型コロナウイルス感染症のため病院に入院し、集中治療室にて治療を受けた。11月6日、合併症のため88歳で死去した。